# Stevensia hotteana
Stevensia hotteana är en måreväxtart som beskrevs av Ignatz Urban och Erik Leonard Ekman. Stevensia hotteana ingår i släktet Stevensia och familjen måreväxter.
Artens utbredningsområde är Haiti. Inga underarter finns listade i Catalogue of Life.